# Lúcio Papírio Crasso (tribuno consular em 382 a.C.)
Lúcio Papírio Crasso (em latim: Lucius Papirius Crassus) ou Lúcio Papírio Mugilano (em latim: Lucius Papirius Mugillanus) foi um político da gente Papíria nos primeiros anos da República Romana eleito tribuno consular por duas vezes, em 382 e 376 a.C.. É possível que tenha sido tribuno consular também em 380 a.C..

## Primeiro tribunato consular (382 a.C.)
Em 382 a.C, foi eleito tribuno consular com Sérvio Cornélio Maluginense, Espúrio Papírio Crasso, Lúcio Emílio Mamercino, Quinto Servílio Fidenato e Caio Sulpício Camerino.
Lúcio e Espúrio Papírio comandaram as legiões romanas que derrotaram os habitantes de Velécia e o contingente prenestino aliado enquanto Lúcio Emílio e os demais tribunos receberam o comando das forças deixadas em Roma para a defesa da cidade.

## Segundo tribunato consular? (380 a.C.)
Foi eleito, segundo os Fastos Capitolinos, com Caio Sulpício Pético, Sérvio Cornélio Maluginense, Lúcio Valério Publícola, Cneu Sérgio Fidenato Cosso, Licínio Menênio Lanato, Lúcio Emílio Mamercino, Tibério Papírio Crasso e Públio Valério Potito Publícola. Lívio nomeia seis cônsules para o ano: Lúcio e Públio Valério, o primeiro pela quinta vez e o segundo, pela terceira, Caio Sérgio, pela terceira vez, Licínio Menênio, pela segunda vez, e depois Públio Papírio e Sérvio Cornélio Maluginense.
O ano foi marcado pela disputa entre patrícios e plebeus sobre a questão dos cidadãos romanos caídos em escravidão por dívidas. Deste conflito se aproveitaram os prenestinos, que chegaram até a Porta Colina. Para tratar de derrotar o inimigo externo, mas ainda assim limitando os poderes dos tribunos da plebe, o Senado nomeou ditador Tito Quíncio Cincinato Capitolino, que levou os romanos à vitória.

## Segundo (ou terceiro?) tribunato consular (376 a.C.)
Em 376 a.C., foi tribuno novamente, desta vez com Licínio Menênio Lanato, Sérvio Cornélio Maluginense e Sérvio Sulpício Pretextato.